# Bollinger Sandstein

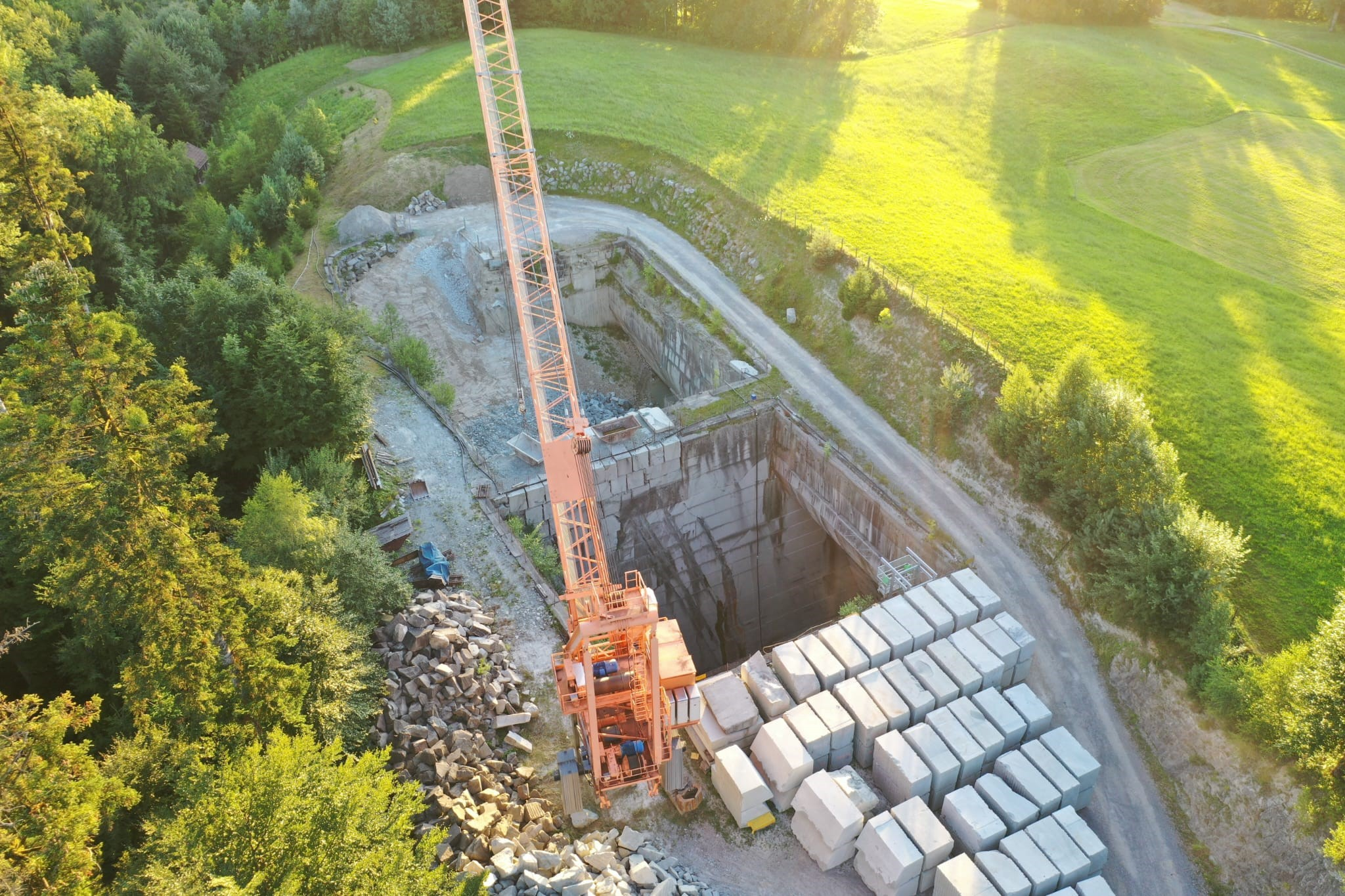
Bollinger Brand Steinbruch bei Eschenbach SG

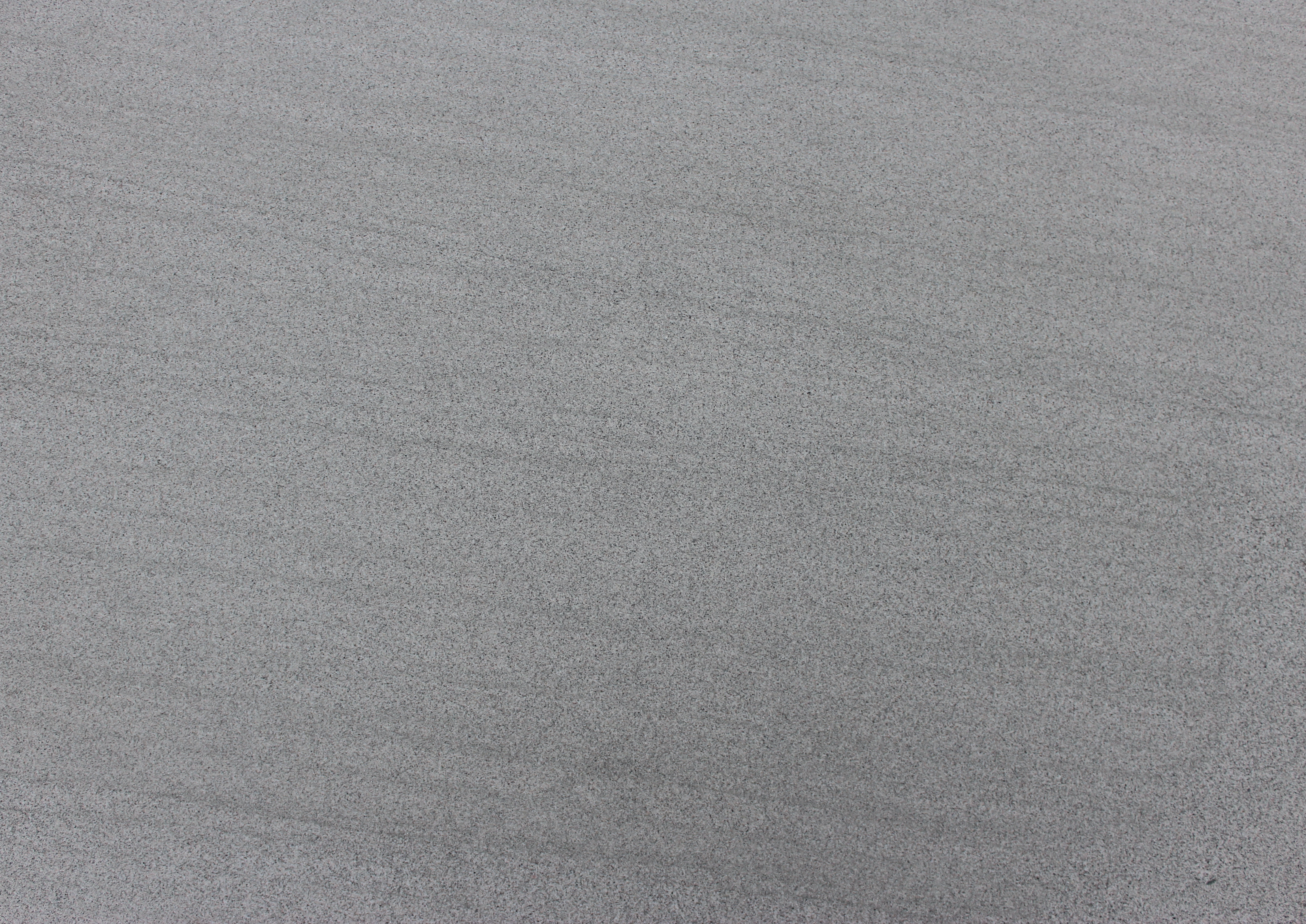
Bollinger Brand Sandstein

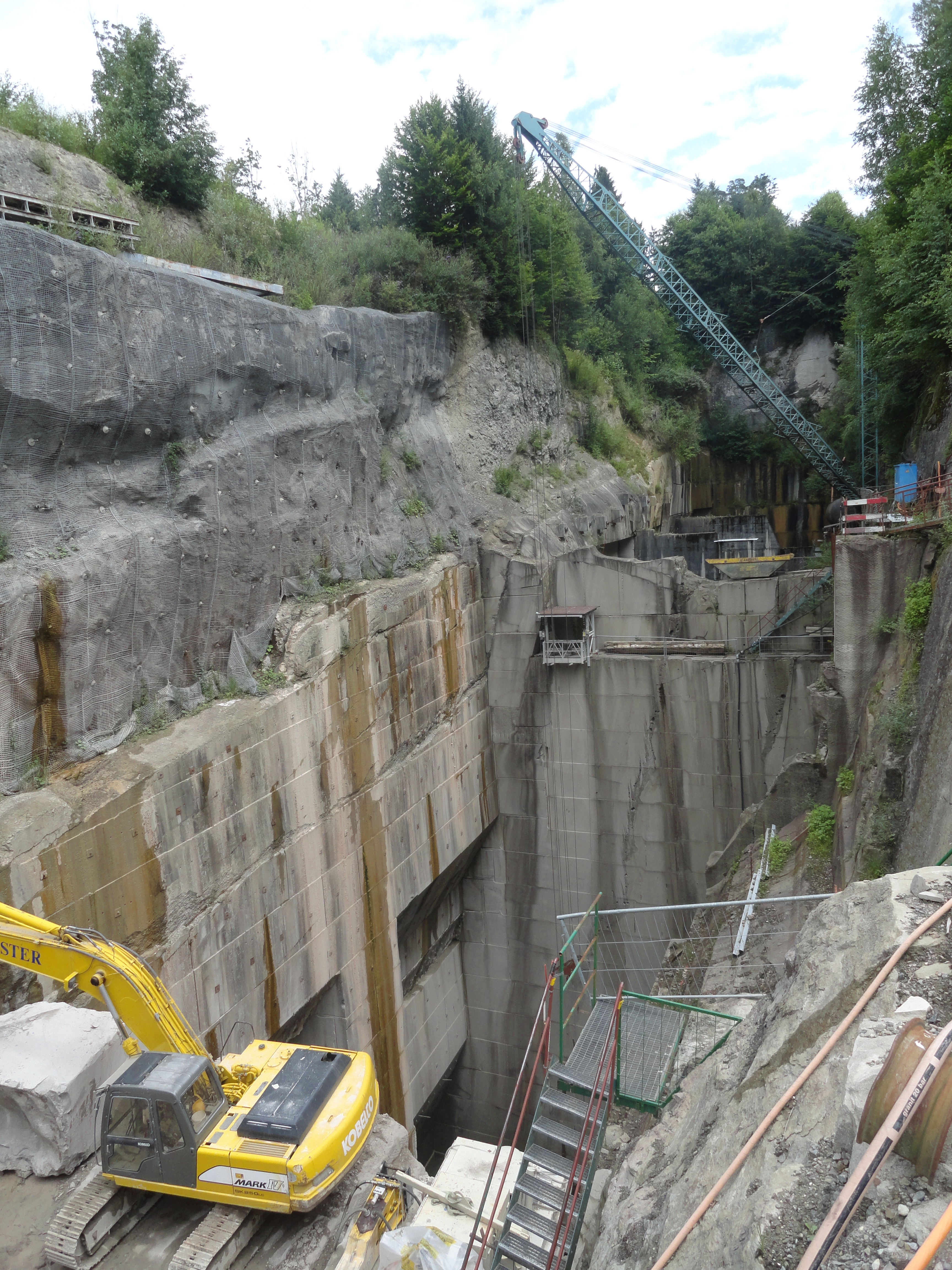
Steinbruch bei Bollingen

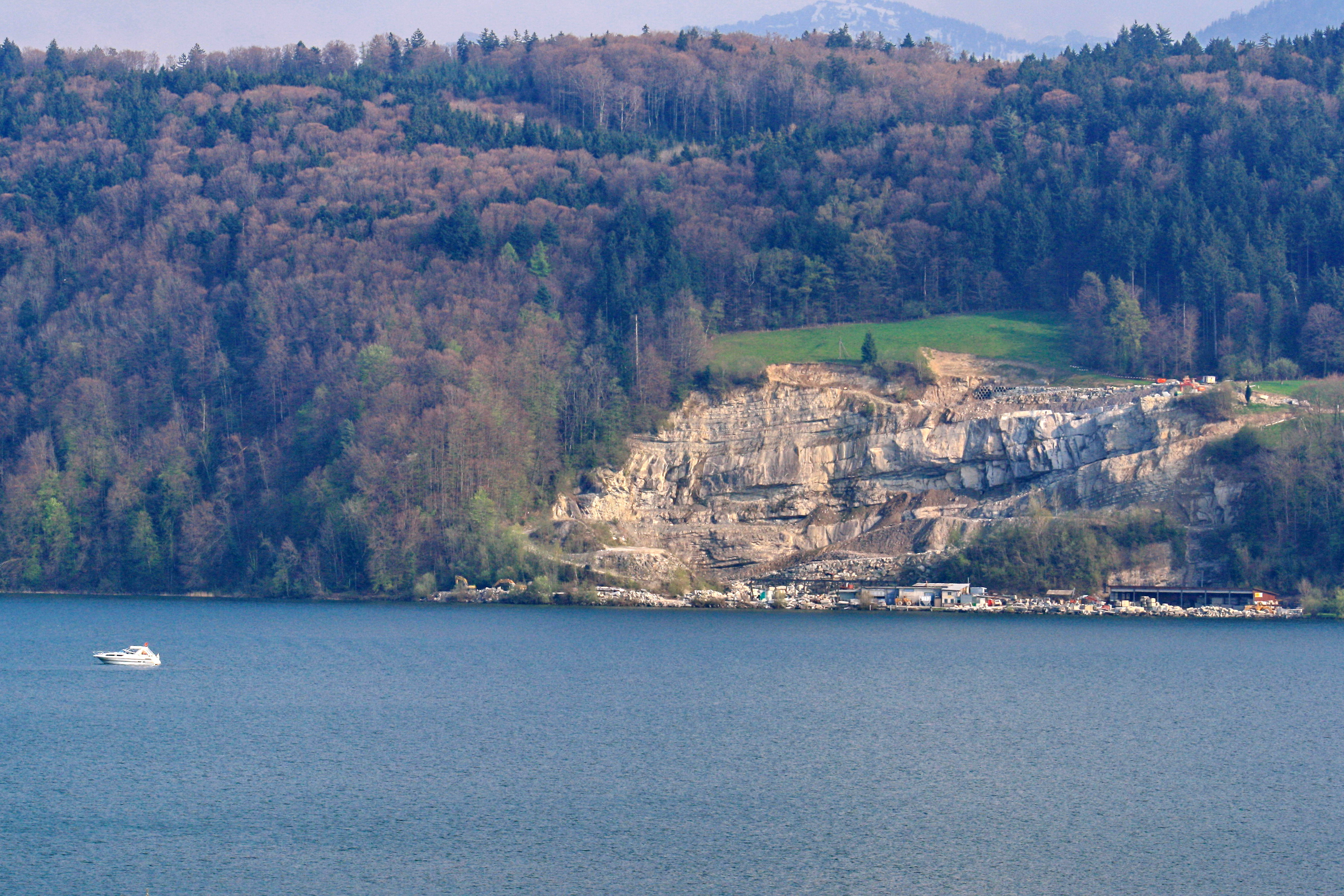
Steinbruch am Obersee gegenüber Bollingen

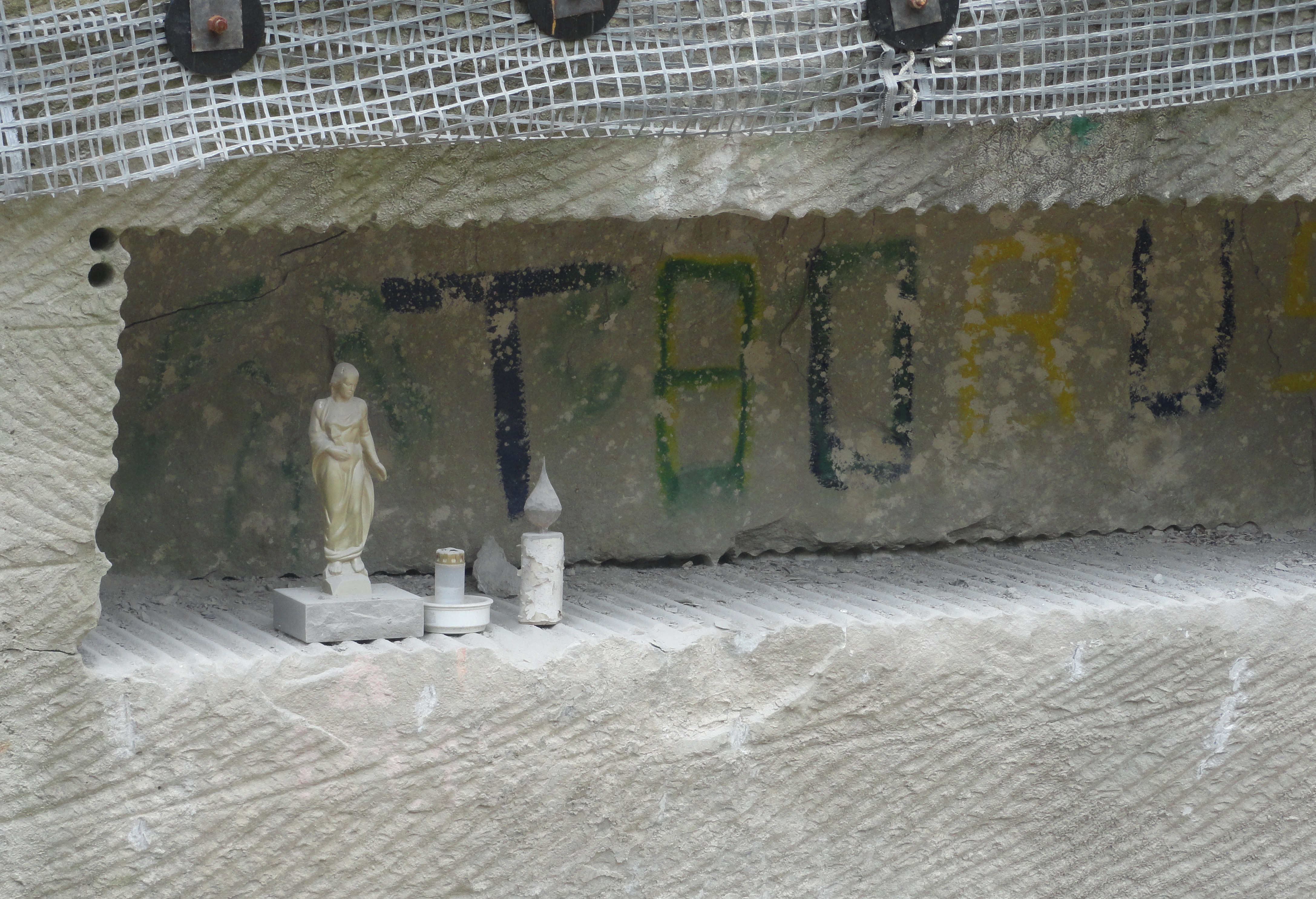
Statue der Heiligen Barbara

Der Bollinger Sandstein wird in der Nähe von Bollingen am oberen Zürichsee in der Schweiz gebrochen. Da es sich um ein relativ grosses Vorkommen handelt, wird der Bolliger Sandstein je nach den Abbauorten auch Uznaberger Sandstein, Bollinger Brand oder Bollinger Lehholz genannt. Es ist ein Molassesandstein und entstand im Oligozän.

## Gesteinsbeschreibung und Mineralbestand
Der Bollinger Sandstein ist kalkgebunden. Seine Farbe reicht von blaugrau bis graugrün. Er enthält 30 bis 50 Prozent Quarzkörner und 25 bis 35 Prozent Feldspäte sowie 4 bis 8 Prozent Glimmer und Chlorite, und der Anteil des Bindemittels Kalk liegt zwischen 5 und 18 Prozent. Teilweise finden sich im Bollinger Sandstein Toneinlagerungen in der Grösse bis zu einem Zentimeter, die von den Steinmetzen Gallen genannt werden. Diese sind kein Schaden, denn sie werden bei Bewitterung ausgespült. Die Korngrössen variieren aufgrund der Grösse dieses Vorkommens. Es gibt hellere und dunklere Lagen.

## Vorkommen
Die Gesteinsvorkommen dieses Molassesandsteins finden sich in den Hügelzügen am nördlichen Ufer des Oberen Zürichsee.
Bollinger Sandstein wird an verschiedenen Abbaustellen in den Gemeinden Eschenbach, Schmerikon und Jona gewonnen. Da die Abbaugebiete teilweise in Naturschutzgebieten liegen, wird an diesen Stellen im sogenannten Schachtabbauverfahren mit Seilsägen und Schrämen bis zu einer Tiefe von 60 Metern senkrecht abgebaut. Dadurch sollen die Naturschutzgebiete geschont werden. Die Blöcke werden nach dem Freisägen mit Kranen, die bis zu 100 Tonnen heben, aus den jeweiligen Bruchlagen nach oben befördert. Die Mächtigkeit des Vorkommens erlaubt die Gewinnung von Blöcken bis zu 30 Tonnen.
Die historische Abbaupraxis in schachtförmigen Steinbrüchen durch Abbohren hatte den Grund, dass man so qualitativ brauchbares Gestein unterhalb oberflächenparalleler Kluftzonen gewinnen konnte.

## Verwendung

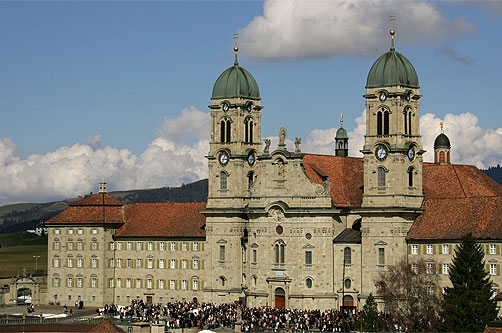
Kloster Einsiedeln

Der monolithische Bollinger Sandstein ist dank seiner Struktur (keine Lagerschichten) gut verwitterungsbeständig. Verwendet wird dieser Sandstein vor allem für Massivbauten, Mauersteine, Brückenbauwerke, Fenster- und Türgewände sowie Treppen, Fassaden, Brunnen, Bäder Gartengestaltungen, Grabmale und Skulpturen. Vermutlich wurde der Bollinger Sandstein bereits um 1000 abgebaut.
Es gibt um Bollingen zahlreiche aufgelassene Steinbrüche. Dieser Sandstein hat grosse baugeschichtliche Bedeutung für die Schweiz und darüber hinaus, denn er konnte bis nach Deutschland verschifft werden. Bekannte Bauwerke aus Bollinger Sandstein sind die Stiftskirche St. Gallen, das Fraumünster und Grossmünster, CS-Hauptsitz am Paradeplatz und das Kloster Einsiedeln.